# Osclass
Osclass es un CMS (Content Management System) destinado a la creación de sites de anuncios clasificados o 'marketplaces'. El script, desarrollado en PHP y Mysql, contaba con la licencia Apache 2.0, por lo que era de código abierto y cualquiera podía modificarlo. El proyecto nacióe en Barcelona, España, en 2011, donde se ha estado desarrollando. Actualmente el script se encontraba en su versión 3.7 hasta que el proyecto ha desaparecido y la primera web oficial ha dejado de prestar servicio.Sin embargo el proyecto sigue adelante con la colaboración de varios profesionales de varios países y se ha creado ya la v.3.8.
Al igual que WordPress, Osclass contaba con un sistema de plugins y themes que permitían, de forma fácil, cambiar el aspecto de la página web o añadir funcionalidades a su core básico. Osclass contaba con un Market, accesible desde las propias instalaciones, en la que cualquier desarrollador podía ofrecer sus plugins o themes a los usuarios del script. Osclass estaba traducido integralmente a 6 idiomas (castellano, inglés, alemán, catalán, francés y ruso) y parcialmente a otras 24 lenguas.